# 영광 (전한)
영광(永光)은 중국 전한(前漢) 원제(元帝)의 두 번째 연호이다. 기원전 43년에서 기원전 39년까지 5년 동안 사용하였다.

## 연대대조표
| 영광                | 원년        | 2년         | 3년         | 4년         | 5년         |
| 서력                | 기원전 43년 | 기원전 42년 | 기원전 41년 | 기원전 40년 | 기원전 39년 |
| 육십간지 (六十干支) | 무인(戊寅)  | 기묘(己卯)  | 경진(庚辰)  | 신사(辛巳)  | 임오(壬午)  |

## 같이 보기
- 다른 왕조의 같은 연호
  - 유송(劉宋) 영광(465년)

- 중국의 연호

| 이전 연호 초원(初元) | 중국의 연호 전한(前漢) | 다음 연호 건소(建昭) |